# Dremelspitze
La Dremelspitze est un sommet des Alpes, à 2 733 m, dans les Alpes de Lechtal, en Autriche (Land du Tyrol).